# Torneo de Berlín 2022
El Torneo de Berlín 2022, denominado por razones de patrocinio Bett1open es un torneo de tenis jugado en canchas de césped al aire libre. Es un torneo que pertenece a la categoría WTA 500 en el WTA Tour, Es la 95.ª edición del evento. El evento tomó lugar en el Rot-Weiss Tennis Club en Berlín del 13 al 19 de junio.

## Cabezas de serie

### Individuales femenino
| Tenista           | Ranking | Preclasificada |
| Ons Jabeur        | 4       | 1              |
| Maria Sakkari     | 5       | 2              |
| Aryna Sabalenka   | 6       | 3              |
| Karolína Plíšková | 7       | 4              |
| Garbiñe Muguruza  | 10      | 5              |
| Daria Kasatkina   | 12      | 6              |
| Cori Gauff        | 13      | 7              |
| Belinda Bencic    | 17      | 8              |

- Ranking del 6 de junio de 2022.[2]

### Dobles femenino
| Tenista                           | Ranking | Preclasificada |
| Storm Sanders Kateřina Siniaková  | 20      | 1              |
| Gabriela Dabrowski Giuliana Olmos | 20      | 2              |
| Asia Muhammad Ena Shibahara       | 43      | 3              |
| Alexa Guarachi Andreja Klepač     | 46      | 4              |

## Campeones

### Individual femenino
Ons Jabeur venció a  Belinda Bencic por 6-3, 2-1 y retiro

### Dobles femenino
Storm Sanders /  Kateřina Siniaková vencieron a  Alizé Cornet /  Jil Teichmann por 6-4, 6-3